# The Honeypot (film 1920)
The Honeypot è un film muto del 1920 diretto da Fred LeRoy Granville basato su un romanzo di Oliver Sandys,
Il regista girò l'anno seguente un altro film tratto dallo stesso romanzo dal titolo Love Maggy.

## Trama
Un aristocratico sposa l'amante di un playboy dopo averla salvata dal suicidio.

## Produzione
Il film fu prodotto dalla G.B. Samuelson Productions.

## Distribuzione
Distribuito dalla Granger, il film uscì nelle sale cinematografiche britanniche il 30 ottobre 1920.